# Suzanne Military Cemetery No.3
Suzanne Military Cemetery No.3 is een Britse militaire begraafplaats met gesneuvelden uit de Eerste Wereldoorlog gelegen in het Franse dorp Suzanne (Somme). De begraafplaats werd ontworpen door Arthur Hutton en ligt 1.500 m ten noordoosten van het dorpscentrum. Het terrein heeft de vorm van een trapezium met een oppervlakte van 925 m² en is omgeven door een natuurstenen muur. De begraafplaats is vanaf de weg bereikbaar via een trap en een pad van 75 m. Het Cross of Sacrifice staat centraal tegen de westelijke zijde. Er worden 139 doden herdacht waarvan 42 niet geïdentificeerde. De begraafplaats wordt onderhouden door de Commonwealth War Graves Commission.

## Geschiedenis
Suzanne werd in de zomer van 1915 door Britse troepen ingenomen, maar ging verloren tijdens het Duitse lenteoffensief in maart 1918. De 3rd Australian Division kon het op 26 augustus 1918 heroveren.
Oorspronkelijk werd de begraafplaats door Franse troepen aangelegd (Cimetiere Mixte No. 3 de Suzanne) maar na de oorlog werden Britse gesneuvelden vanuit de slagvelden ten noorden van de Somme hier geconcentreerd. De Franse graven werden dan naar elders overgebracht.
Er rusten nu 102 Britten, 8 Canadezen, 28 Australiërs en 1 Duitser.

## Graven

### Onderscheiden militairen
- de Australiër O. J. Driscoll, sergeant bij de Australian Infantry werd onderscheiden met de Meritorious Service Medal (MSM).
- luitenant Arthur Kernaghan, de schutters Tom Plews en David Ritchie ontvingen de Military Medal (MM).

### Gefusilleerde militairen
- Frederick Wright, soldaat bij het 1st Bn. Queen's (Royal West Surrey Regiment) werd wegens desertie gefusilleerd op 28 januari 1917.
- Benjamin Albert Hart, soldaat bij het 1st/4th Bn. Suffolk Regiment werd wegens desertie gefusilleerd op 6 februari 1917. Hij was 22 jaar.
- Frederick Stead, soldaat bij het 2nd Bn. Duke of Wellington's (West Riding Regiment) werd wegens desertie gefusilleerd op 12 februari 1917. Hij was 20 jaar.[1]